# Oxime de cyclohexanone
L'oxime de cyclohexanone est un composé organique de formule chimique C5H10CNOH. Cette oxime se présente sous la forme d'un solide blanc formé de cristaux incolores. Elle intervient dans la production du nylon 6. On peut l'obtenir par condensation de cyclohexanone C5H10CO et d'hydroxylamine NH2OH :
C5H10CO + NH2OH ⟶ C5H10CNOH + H2O.
Un autre procédé industriel fait réagir le cyclohexane C6H12 avec le chlorure de nitrosyle NOCl, ce qui est une réaction radicalaire, méthode économiquement intéressante car le cyclohexane est bien meilleur marché que la cyclohexanone.
La principale réaction impliquant l'oxime de cyclohexanone est le réarrangement de Beckmann donnant l'ε-caprolactame :
La réaction est catalysée par l'acide sulfurique H2SO4, mais les procédés industriels emploient des acides solides.